# Жан Бера
Жан Мари Бера (на френски: Jean Marie Behra) е френски пилот от Формула 1, състезавал се за оборите на Гордини, Мазерати, Бритиш Рейсинг Мотърс, Ферари и Порше.

## Състезателна кариера
Роден е на 16 февруари 1921 г. в Ница, Франция.
Жан Бера се състезава 9 сезона във Формула 1, участва в 54 състезания от Гран при и спечелва 54,14 точки.
Започва кариерата си като пилот на Гордини през 1952 година където още в първото състезание финишира 3-ти. Той остава с френския тим до 1954. През следващите четири години се състезава за Мазерати като най-доброто му класиране в шампионата бе 4-то място през 1956. През 1958 се състезава за британския БРМ след като се състезава за предишния си тим веднъж, същата година. Следващата година той се състезава за Ферари заедно с Тони Брукс, като французина печели международното състезание в Ейнтрии през април. След неговото му отпадане в ГП на Франция на трасето в Реймс, той бе замесен в тежка конфронтация със своя тим менажер Ромоло Тавони в ресторант където Бера го удари, последствие бива освободен от Скудерията.
Интересното при него е, че е сравнително нисък състезател, с широки рамене и с тегло 66 кг (178 паунда). В кариерата си претърпява 12 катастрофи.

## Смърт
През 1959 г. Жан Бера загива в катастрофа по време на Голямата награда на Германия на пистата АВУС с Порше RSK. В това състезание, той загубва контрола върху машината поради силния дъжд като се удря тежко и бива изхвърлян. Последствие той се удря върху един стълб като получава тежка фрактура на черепа, довела до смъртта му. Умира на 1 август 1959 г. в Берлин, Германия. Погребан е в родната му Ница. Неговия сънародник Морис Трентинян утеши семейството на Бера и извика младите мъже от Франция да защитават цветовете на тяхната държава за международния мотоспорт. По време на погребението самия шеф на Ферари Енцо Ферари не присъстваше, след като го уволни 10 дена по-рано.